# 獅球嶺戰役
獅球嶺戰役發生於1884年11月2日至4日，是基隆戰役初期的一場清軍攻勢，該攻勢是清軍為了奪回獅球嶺即法軍陣地(Fort Leverager (或稱 淡水砲台(Fort Tamsui))以及佛祖嶺(即法軍Fort Thirion，今基隆蚵殼港山一帶)所做出的行動。
由曹志忠將軍率領的大約2,000名湘軍從汐止進行夜間行軍，希望能在黎明時發起一場出其不意的攻勢，但卻未能及時到達法軍陣地。導致進攻在白天時進行，並輕易被法軍擊潰。法軍僅一人受輕傷，而清軍在戰鬥中陣亡200人以上，並大量受傷。
11月3日，一支清朝部隊誤以為法軍會因昨日的大勝而放鬆警戒，決定從南面接近基隆，試圖沖向基隆板橋林家宅邸(Cramoisy Pagoda，Garnot(1894)一書稱「稱有錢人家的大宅」，今日基隆博愛市場)，但被守軍毫不費力地擊退。
11月4日，法軍派出4個連隊約480名由獅球嶺淡水砲台(Fort Tamsui)下山追擊戰敗湘軍，一路追至七堵(Tché-Taon)並渡過基隆河，幸好曹志忠在昨日進攻時「傷人不多，未損軍銳」，隨後抵擋下法軍攻勢，法軍便退回原本獅球嶺防線，兩軍在基隆持續陷入僵持狀態。 

## 註腳
1. 1 2  Garnot 1894
2. ↑  陳世一，2022 〈重現清法戰爭時期清法軍地名與戰場空間形勢〉《2022年淡水學術研討會- 產業與社會》淡江大學歷史學系主辦。
3. 1 2 3  Garnot 1894，第83-87頁.
4. ↑  袁明道，2022 〈十九世紀末基隆內港市街的影像解讀〉《2022年淡水學術研討會- 產業與社會》淡江大學歷史學系主辦
5. ↑  劉銘傳撰，《劉銘傳文集》（合肥巿：黃山書社，1997年），頁66。
6. ↑  許美策，2022 〈清法戰爭臺籍士紳與地方鄉勇在基隆戰場的表現與定位初探〉《2022年淡水學術研討會- 產業與社會》淡江大學歷史學系主辦